# Ahilya ferruginea
Ahilya ferruginea là một loài tò vò trong họ Ichneumonidae.